# 弦楽三重奏曲第2番 (ベートーヴェン)
弦楽三重奏曲第2番 ト長調 作品9-1 は、ルートヴィヒ・ヴァン・ベートーヴェンが作曲した弦楽三重奏曲。

## 概要
作品9の弦楽三重奏曲集には3曲がまとめられており、そのいずれも4楽章構成で書かれている。弦楽三重奏の形式で書かれた作品には他にセレナーデもしくはディヴェルティメントの様式に倣って6つの楽章を有する弦楽三重奏曲第1番（作品3、1796年出版）、セレナーデ（作品8、1797年）がある。
作曲は1797年から翌年にかけて行われたと考えられ、作品10のピアノソナタ（第5番、第6番、第7番）など前後の作品と並行して取り組まれたものと推察される。本作は1798年に出版されるとヨハン・ゲオルク・フォン・ブロウネ＝カミュ伯爵へと献呈されており、その夫人は作品10のピアノソナタの献呈を受けている。

## 楽曲構成
4つの楽章で構成される。演奏時間は約25-30分。

### 第1楽章
Adagio - Allegro con brio 4/4拍子 ト長調
序奏付きのソナタ形式。アダージョのゆったりした序奏に開始する。主部に入ってまず奏されるのは緩やかな主題で（譜例1）、序奏と同様の雰囲気を纏っている。
譜例1
真の第1主題は続いてチェロが導入する譜例2であり、ヴァイオリンに受け渡されて音楽は活気を伴って進み始める。
譜例2
第2主題はより落ち着いた雰囲気をもって奏でられる（譜例3）。ヴァイオリンは主題を手放すと自由な装飾的音型を奏していく。
譜例3
提示部の反復を終えると譜例1の音型より展開部が開始される。続いて譜例2が対位法的に積み重なっていく。再現部の進行には提示部から変更が加わっており、その最後には反復記号と1番括弧、2番括弧が用意されており、コーダを経て勢いよく楽章の終わりを迎える。

### 第2楽章
Adagio, ma non tanto, e cantabile 3/4拍子 ホ長調
緩徐楽章は穏やかな調子で三連符による主題で幕を開ける（譜例4）。主題はヴィオラへと受け渡される。ベートーヴェンは本楽章を含む曲全体で、3つの楽器のバランスに対する配慮を怠っていない。
譜例4
新しい主題が現れると（譜例5）、16分音符の音型を用いた対話によって進んでいく。
譜例5
譜例4の再現を経てチェロが低音で細かい音型を奏する推移となり、やがて譜例5が再現される。先に聴かれた楽器間の対話も交えて進み、静かな調子を保って完結する。

### 第3楽章
Schrezo: Allegro 3/4拍子 ト長調
スケルツォとトリオ。冒頭、譜例6の主題が提示される。二部形式をとり、前後半がそれぞれ繰り返される。
譜例6
トリオは譜例7による。トリオの構造は一般的な形から逸脱しており、休止を挟みつつ主題を繰り返す。
譜例7
スケルツォが再現され、その後に2つ目のトリオとなる。2つ目のトリオはHess28という番号で整理される楽想であるが、古い時期の楽譜ではこの部分は削除されている。演奏する場合はスケルツォの2度目と3度目の繰り返しの間に挿入する。

### 第4楽章
Presto  2/2拍子 ト長調
ソナタ形式。スタッカートの主題で勢いよく始まっていく（譜例8）。
譜例8
第2主題はチェロの伴奏の上にヴァイオリンとヴィオラが奏する旋律であり（譜例9）、それまでの音楽とは驚くべき対照をみせる。
譜例9
提示部の結尾は再びスタッカートに支配された音楽となり、冒頭へ戻って提示部を繰り返す。展開部前半は譜例8によって歯切れよく、後半は長音を主体として落ち着いている。提示部から少々の変更を加えた再現部を経て、譜例8の2倍の拡大形に開始するコーダが一気に全曲の終わりを導く。